# Geta
Publius Septimius Geta (7. března či 27. května 189 Mediolanum – 19. či 26. prosince 211 Řím) byl římský císař vládnoucí od září / října 209 do prosince 211, nejprve se svým otcem Septimiem Severem a bratrem Caracallou, od února 211 pak pouze s Caracallou.

## Původ a kariéra

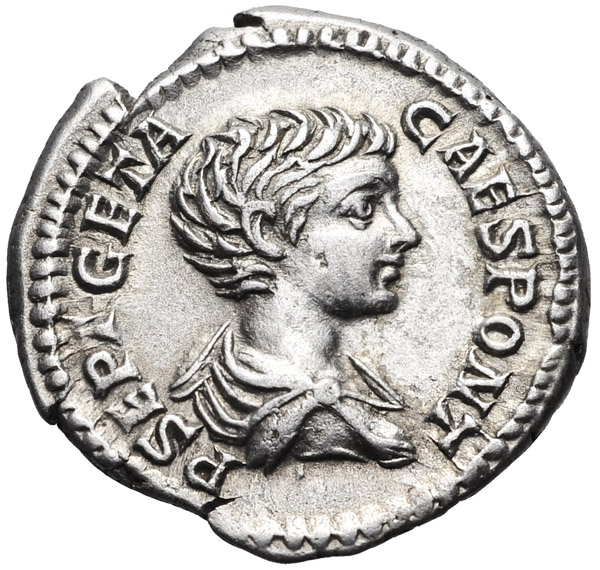
obraz Geta

Geta se narodil roku 189 jako druhorozený syn senátora Septimia Severa, který byl tehdy správcem Sicílie (v letech 189–190) a měl již za sebou úspěšnou kariéru ve státních službách. Jeho matkou byla Iulia Domna, původem z kněžského rodu ze syrské Emesy. Své příjmení obdržel Geta po dědovi či strýci z otcovy strany, kteří se oba jmenovali shodně a nesli také praenomen Publius.
V roce 193, když byly Getovi čtyři roky, byl Septimius Severus provolán císařem, o vládu však musel ještě čtyři roky bojovat s třemi dalšími pretendenty trůnu. V osmi letech doprovázel Geta otce na tažení proti Parthům a patrně po vítězství u Ktésifóntu byl jmenován caesarem (jeho titul zněl P. SEPTIMIUS GETA NOBILISSIMUS CAESAR, PRINCEPS IUVENTUTIS). Roku 205 se mladý princ stal konzulem, o čtyři roky později správcem Británie a roku 209 nakonec plnoprávným císařem – augustem.
Již od útlého dětství panovala mezi ním a starším bratrem Caracallou silná řevnivost. Cassius Dio se zmiňuje o tom, že při vozatajských závodech poníků řídili oba své spřežení tak zběsile, až závod skončil zlomenou Caracallovou nohou. Severus si všímal rivality mezi svými syny a snažil se ji všemožně tlumit a přivést je ke smíru a shodě; roku 208 se stali na znamení svornosti konzuly oba dva. Když však v roce 211 císař zemřel, již nebylo nic, co by brzdilo jejich vzájemnou nenávist.

## Getova vláda a smrt
Caracalla se údajně snažil Getu odstranit již za Severova života a těsně po jeho smrti, v obou případech však byly jeho pokusy zmařeny. Jakmile Severus zemřel, snažili se oba bratři dostat co nejrychleji do Říma, aby si zajistili vládu. Kvůli vzájemné podezíravosti však cestovali každý sám a i v Římě si oba rozdělili císařský palác každý na svou část a utěsnili všechny průchody, aby se chránili před intrikami druhého.
Každý si hleděl získat na svou stranu vlivné občany a vzájemně si činili všemožné úklady. Matka Iulia Domna se neustále snažila dosáhnout toho, čeho se nepodařilo jejich otci, avšak se stejným výsledkem. Jejich vzájemná nesnášenlivost zrodila vůbec poprvé v dějinách říše myšlenku na její rozdělení. Západní část, Evropa a Afrika, měly připadnout Caracallovi a východ, Asie a Egypt, Getovi. Tento návrh byl však nakonec zamítnut.
Nyní bylo jasné, že tuto situaci vyřeší pouze smrt jednoho z císařů. Geta byl všeobecně oblíbenější, jelikož byl údajně laskavější a mírnější než Caracalla, proto se Caracalla uchýlil ke zbabělé lsti. Pod záminkou, že se s ním chce usmířit, vylákal neozbrojeného Getu k matce, kde jej, takřka na jejím klíně, zavraždili ukrytí vojáci.
Jak silná nenávist panovala mezi oběma bratry, výmluvně ilustruje Caracallovo chování po bratrově smrti. Geta byl prohlášen veřejným nepřítelem, jeho jméno bylo vymazáno ze všech oficiálních dokumentů a jeho přátelé a všichni, které měl kdy v oblibě, byli popraveni nebo jinak postiženi.